# Papirs d'Oxirinc

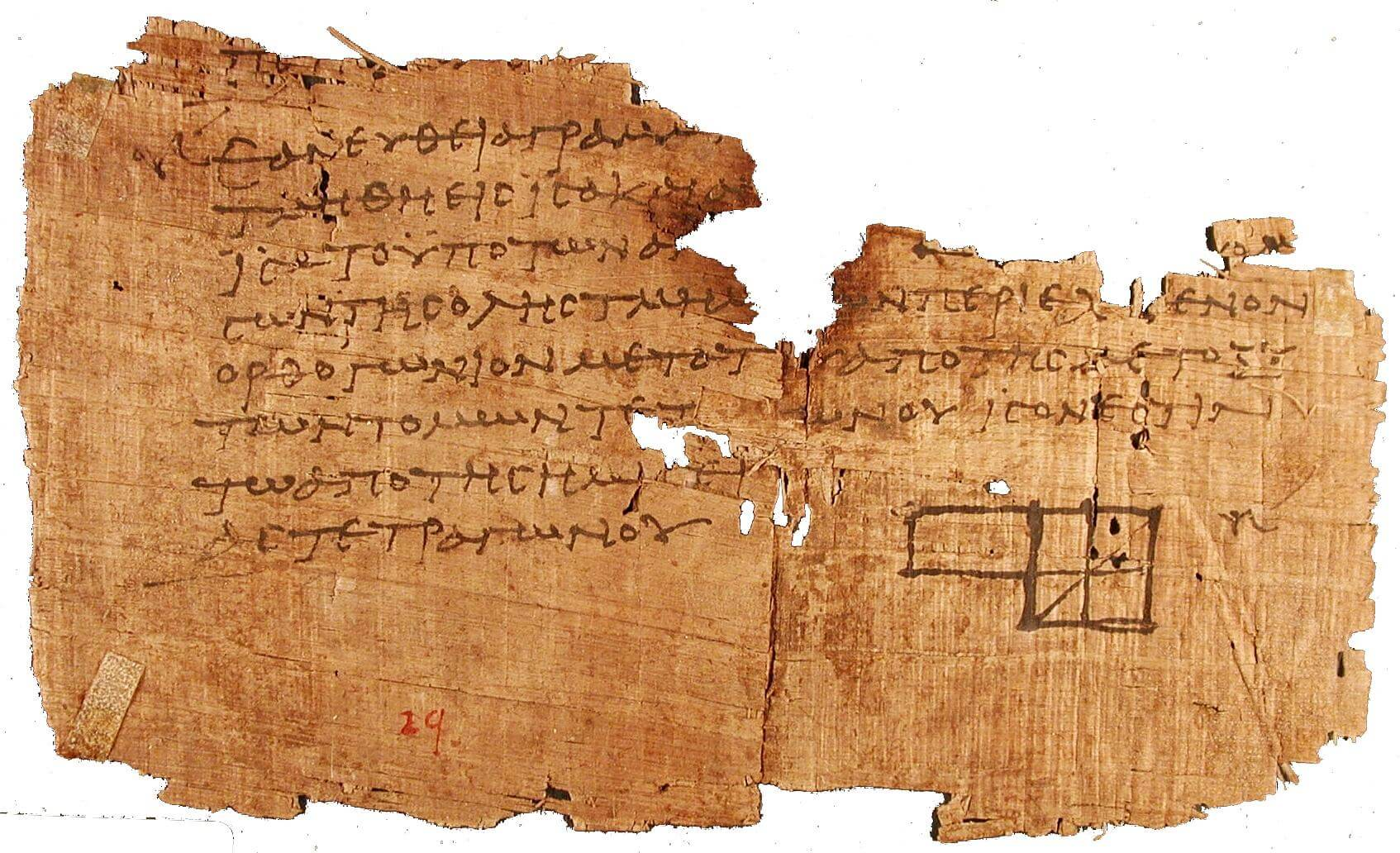
Papir d'Oxirinc (P. Oxirinc I 29) que mostra fragments dels Elements de Euclides

Els Papirs d'Oxirinc (Oxyrhynchus papyri) són un grup nombrós de manuscrits descoberts pels arqueòlegs en una antiga zona a prop d'Oxirinc (Oxyrhynchus, 28° 32′ 0″ N, 30° 40′ 0″ E / 28.53333°N,30.66667°E, actual el-Bahnasa), a Egipte. Inclou milers de documents, cartes i treballs literaris en grec antic i llatí.
D'entre els milers de papirs, es poden destacar:
- Papir Oxirinc 1: dites de Jesús
- Papir Oxirinc 654: dites de Jesús, possiblement de l'Evangeli dels Hebreus, segle ii
- Papir Oxirinc 840: possible fragment de l'Evangeli dels Hebreus
- Papir Oxirinc 1007: seccions del Gènesis
- Papir Oxirinc 1224: dites de Jesús
- Papir Oxirinc 4499 (datat al pas de segle iii al segle iv i que es troba al Museu Ashmolean): s'hi identifica el Nombre de la bèstia, esmentat a l'Apocalipsi de Joan, com el número 616 (χις), i no el 666 (χξς).